# Ricanoptera straminea
Ricanoptera straminea är en insektsart som beskrevs av Schmidt 1905. Ricanoptera straminea ingår i släktet Ricanoptera och familjen Ricaniidae. Inga underarter finns listade i Catalogue of Life.